# Видинів (станція)
Види́нів — проміжна залізнична станція Івано-Франківської дирекції Львівської залізниці на неелектрифікованій лінії Коломия — Чернівці-Північна між станціями Заболотів (9,5 км) та Снятин (6 км). Розташована в однойменному селі Коломийського району Івано-Франківської області.

## Пасажирське сполучення
На станції  Видинів зупиняються приміські поїзди сполученням Коломия — Чернівці.